# Гней Сервилий Цепион (консул 169 пр.н.е.)
Вижте пояснителната страница за други личности с името Гней Сервилий Цепион.
Гней Сервилий Цепион (на латински: Gnaeus Servilius Caepio) e политик на Римската република през 2 век пр.н.е.

## Произход и политическа кариера
Произлиза от фамилията Сервилии. Син е на Гней Сервилий Цепион (консул 203 пр.н.е.).
През 179 пр.н.е. той става едил заедно с Апий Клавдий Центон. От 174 до 173 пр.н.е. той е претор на Далечна Испания (Hispania ulterior). През 172 пр.н.е. Цепион, Центон и Тит Аний Луск са изпратени с изискванията на Рим при последния македонски цар Персей.
През 169 пр.н.е. той е консул заедно с Квинт Марций Филип. Цепион трябва да се грижи за провинция Италия и на края да проведе изборите за нови консули.

## Деца
Цепион има трима сина:
- Гней Сервилий Цепион (консул 141 пр.н.е.)
- Квинт Сервилий Цепион (консул 140 пр.н.е.)
- Квинт Фабий Максим Сервилиан (консул 142 пр.н.е.), осиновен от патрицийанската фамилия Фабии